# Asociación Europea de Inteligencia Artificial
La Asociación Europea para la Inteligencia Artificial (EurAI), anteriormente Comité Coordinador Europeo para la Inteligencia Artificial (ECCAI), es el organismo representativo de la comunidad europea de inteligencia artificial.
EurAI se creó en 1982. El presidente fundador de EurAI fue Wolfgang Bibel. El objetivo de EurAI es promover el estudio, la investigación y la aplicación de la inteligencia artificial (IA) en Europa. 

## Actividades
Cada año par, EurAI, junto con una de las asociaciones miembros de EurAI, celebra la Conferencia Europea sobre Inteligencia Artificial (ECAI). La conferencia se ha convertido en la conferencia líder en este campo en Europa.
El Premio de Disertación sobre Inteligencia Artificial patrocinado por EurAI se otorga desde 1998.
Según la asociación, el programa EurAI Fellows' se creó para "reconocer a las personas que han realizado contribuciones significativas y sostenidas al campo de la inteligencia artificial (IA) en Europa".  Ha estado en funcionamiento desde 1999.